# Písmolijectví

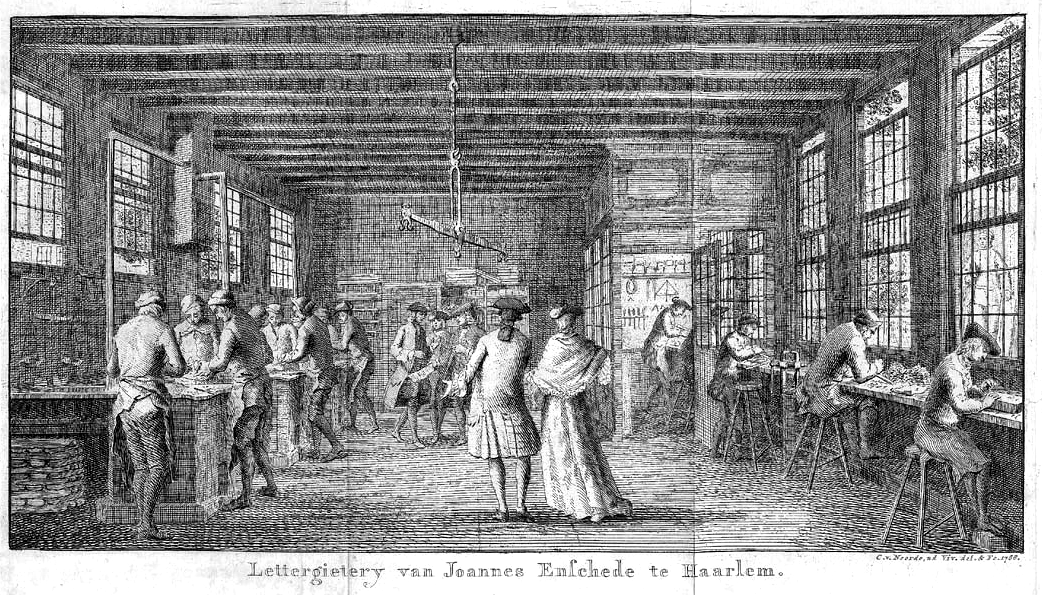
Ruční výroba písmen v Haarlemu 18. století

Písmolijectví (anglicky type founding, francouzsky métier de fondeur en caractѐres, německy Schriftguß) je obor lidské činnosti zabývající se odléváním písmen pro tisk (typů neboli liter), různých ozdob, linek, znaků, výplní a dalších součástí používaných k sazbě ze speciální slitiny olova, antimonu a cínu zvané liteřina. Písmolijectví vzniklo spolu s knihtiskem a písmena si odléval každý knihtiskař sám, později vznikly dílny dodávající písmena tiskařům. K samotnému odlévání se používá buď ruční nástroj (slévadlo), nebo kompletní stroj (kompletka). Rozměry písmen jsou uváděny pomocí typografických bodů (jednotka cicero). Písmolijectví bylo důležité pro horkou sazbu, ovšem v současnosti se prosadila studená sazba (fotosazba, nebo ještě novější počítačová sazba) a význam písmolijectví upadl.

## Historie

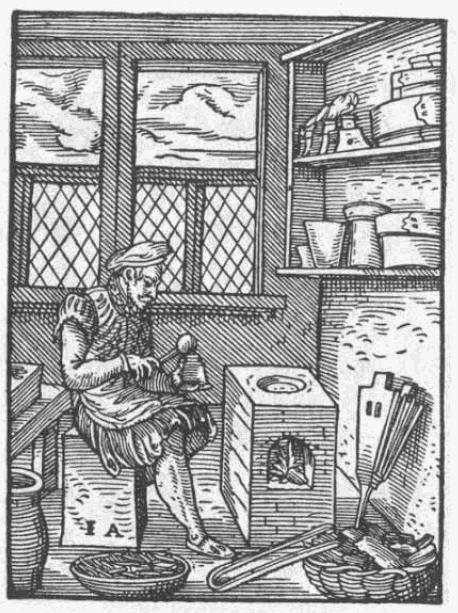
Písmolijec při práci na ilustraci z roku 1568

Písmolijectví vzniklo již za dob Johanna Gutenberga v souvislosti se vznikem knihtisku. Zprvu si musel každý tiskař lít sazbu sám, ale už v 16. století se začaly objevovat významné písmolijny (např. v německém Norimberku a Frankfurtu nad Mohanem). V Itálii získal dobrou pověst písmolijec Nicolas Jenson, ve Francii Claude Garamond a rodina Didotů, v Anglii John Baskerville a William Caslon. Na Slovensku je jako jeden z nejstarších slévačů písma doložen Salomon Sultzer (1564–1604?), spolupracovník bardějovského tiskaře Davida Gutgesela. O vývoji na území ČR před rokem 1800 existuje jen minimum informací. Zikmund Winter publikoval z archivních pramenů dvě zprávy. První se týká pražského tiskaře Jana Lovičského, který krátce po polovině 16. století „litery nově slíval“ a druhá přináší kusé informace o existenci pražského písmolijce Johanna Schwerta (Šverta, † před 1578).
Přesto, že písmařství prošlo díky společenské objednávce nových písmových řezů mnoha proměnami, technologie písmolijectví se bez výraznějších inovací udržela až do počátku 19. století, kdy se v písmolijectví prosadila strojová výroba (což způsobilo zánik drobnějších písmolijen). Vysoká pořizovací cena písmové sady či písmové rodiny byla důsledkem materiálové a manuální náročnosti výroby. Důležitou roli v tvorbě ceny hrála také hlediska původnosti a estetické kvality a později i umělecká prestiž písmaře. K tradičně nejdražším patřila i výroba doprava skloněných tiskových písem (polokurzívy a kurzívy), jejichž lití a následné opracování vyžadovalo nezměrnou trpělivost a dovednost (převislé tahy písmen nebyly totiž kvůli jednotě písmového stupně zajištěny masou kovového hranolku a často se lámaly). Pracnost a nákladnost provázely též výroby nejmenších písmových stupňů (briliant, diamant a perl). Drobní a střední tiskaři byli proto odkázáni nakoupené písmo šetřit po celý život. Bylo-li zapotřebí, opatřovali jen profesionálně připravené matrice a lití prováděli svépomocí.

## Výrobní postup

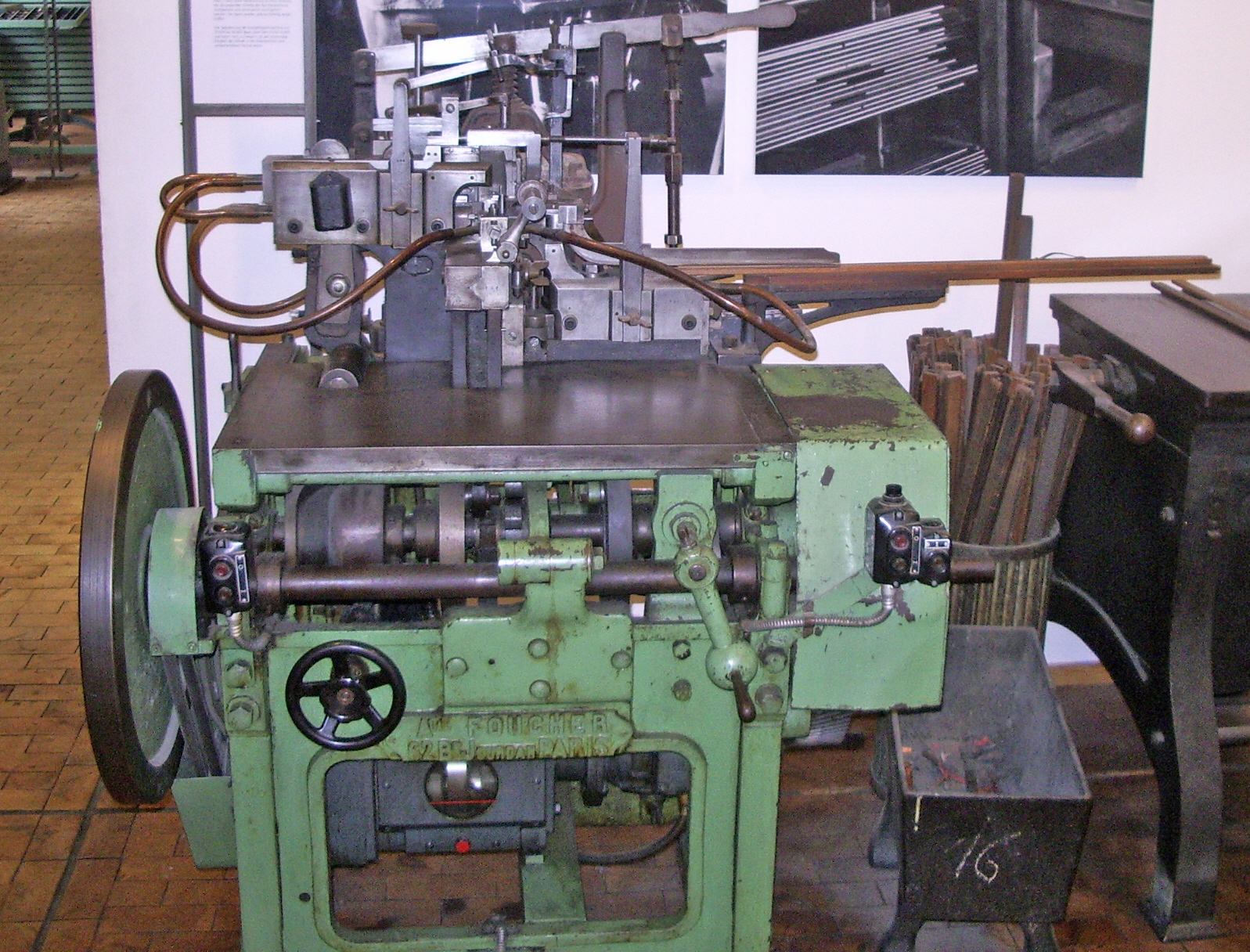
Kompletka z roku 1883

Výrobní proces se odvíjel od grafických návrhů, které písmorytci dodal tiskař či písmař (typograf). Původně, před vlastním litím znaků z liteřiny, vznikaly obvykle dvě formy pro každý znak. Nejprve byla vyřezána a vytlučena negativní tvrzená forma písmena z ocele, tzv. patrice. Silovým působením patrice na měkký kovový hranolek vznikl pozitivně obrácený obraz řečený matrice (slabý plíšek, který se po vyražení negativu znaku vkládal do slévadla). U větších písmen šlo vytvořit matrici bez patrice. Novější výrobní procesy potom výrobu matric dále zjednodušovaly. Například díky galvanoplastice bylo možné tvarovat plíšek okolo písmena odlitého z liteřiny či dřevěného modelu.
Liteřina pro odlévání mohla být díky vysokému obsahu olova rozehřívána pouze v malé pícce. Při odlévání pomocí ručního slévadla se produkce pohybovala okolo 6000 kusů garmondového písma (10 b.) V roce 1853 byla vynalezena kompletka (kompletní licí stroj) J. R. Johnsnem. Po řadě zlepšení mohla být produkce ve 20. století okolo 60 000 kusů. Vedle strojů se slévadla používala hlavně na speciální písma a velká písmena, která příliš pomalu chladla. Po odlití musela být písmena ještě jemně dobrušována a konečně obrážena, kdy byla jedna hrana šikmo seříznuta.